# Candy (chanson de Cameo)
Pour les articles homonymes, voir Candy.
Singles de Cameo
Word Up ! Back and Forth
Candy est une chanson américaine du groupe Cameo écrite et composée par Larry Blackmon et Tomi Jenkins et sortie en 1987. Elle se classe deux semaines no 1 aux Hot R&B/Hip-Hop Songs.

## Versions
Enregistrée en anglais (sauf mentions contraires) par :
- Mariah Carey a repris des paroles de Candy sur son single de 2001 Loverboy.
- Tupac Shakur a aussi repris des paroles de Candy dans sa chanson All Bout U, qui est sur son album All Eyez on Me.
- Cameo tenta de profiter du succès de la chanson en réutilisant la musique pour la chanson Honey dans leur album suivant, Machismo.
- On peut écouter cette chanson dans le jeu vidéo Grand Theft Auto: San Andreas, sur la chaîne Bounce FM.